# Could This Be Love (film)
Could This Be Love è un cortometraggio del 1973, uno dei lavori più popolari del regista italo americano Abel Ferrara.

## Trama
Due ragazze assumono una prostituta, con cui hanno un ménage a trois lesbo. Poi portano quest'ultima a una cena, e una delle due ragazze, imbarazzata davanti a suo marito, la spaccia come sorella dell'altra.